# Ircinia dickinsoni
Ircinia dickinsoni är en svampdjursart som först beskrevs av de Laubenfels 1936.  Ircinia dickinsoni ingår i släktet Ircinia och familjen Irciniidae. Inga underarter finns listade i Catalogue of Life.